# Tony Huston
Walter Antony Huston (* 16. April 1950 in Malibu, Kalifornien) ist ein US-amerikanischer ehemaliger Drehbuchautor, Filmregisseur und Schauspieler.

## Leben und Karriere
Tony Huston ist der älteste Sohn des Regisseurs John Huston und der vierten Ehefrau Enrica Soma, mit der John Huston von 1950 bis zu ihrem Tod bei einem Autounfall 1969 verheiratet war. Tony wurde in Malibu geboren, wuchs aber zu einem großen Teil auf dem Landsitz seines Vaters in Irland auf. Tonys Großvater (der neun Tage vor seiner Geburt starb) Walter Huston, seine jüngere Schwester Anjelica Huston und sein jüngerer Halbbruder Danny Huston waren beziehungsweise sind als Schauspieler tätig. Auch Tony Huston begann seine Filmkarriere als Schauspieler und übernahm 1962 eine Nebenrolle in dem Film Die Totenliste unter der Regie seines Vaters.
In den 1960er-Jahren spielte Tony Huston in einigen Low-Budget-Science-Fiction-Filmen des Regisseurs Larry Buchanan als Darsteller, sammelte aber bereits als Minderjähriger erste Erfahrungen als Drehbuchautor sowie Regieassistent hinter der Kamera. Er schrieb an einer Reihe von Drehbüchern mit, unter anderem für Buchanan. 1971 führte Tony Huston mit 20 Jahren bei dem Rockerfilm Outlaw Riders Regie, der weniger beachtete Streifen sollte allerdings seine einzige Regiearbeit bleiben. Bei dem Film Die Weisheit des Blutes fungierte er 1979 als Assistenzregisseur seines Vaters John, zu einer erneuten Zusammenarbeit kam es im Jahr 1987 bei Die Toten. Für diesen letzten Film seines Vaters, basierend auf der Kurzgeschichte Die Toten von James Joyce, verfasste er das Drehbuch des von Kritikern gelobten Filmes. Auf der Oscarverleihung 1988 war er deshalb für den Oscar in der Kategorie Bestes adaptiertes Drehbuch nominiert, weitere Nominierungen für dieses Drehbuch erhielt er bei den Independent Spirit Awards 1988 und den New York Film Critics Circle Awards.
Eigene geplante Filmprojekte, unter anderem über das Duell zwischen Alexander Hamilton und Aaron Burr, konnte Tony Huston nicht mehr verwirklichen. Inzwischen hat sich er aus dem Filmgeschäft zurückgezogen, er arbeitet heute als Anwalt und Züchter von Falken. In einigen Dokumentarfilmen über seinen Vater trat er als Interviewpartner in Erscheinung. Tony Huston hat drei Kinder und war von 1978 bis 1987 mit der adeligen Britin Margot Lavinia Cholmondeley, der Schwester des Marquess David Cholmondeley, verheiratet. Aus dieser Ehe stammt sein 1982 geborener Sohn Jack Huston.

## Filmografie (Auswahl)
- 1962: Die Totenliste (The List of Adrian Messenger) – Schauspieler
- 1965: The Eye Creatures (Fernsehfilm) – Schauspieler
- 1966: Zontar: The Thing from Venus (Fernsehfilm) – Schauspieler
- 1966: Curse of the Swamp Creature (Fernsehfilm) – Schauspieler, Drehbuchautor
- 1967: Mars Needs Woman (Fernsehfilm) – Schauspieler
- 1968: The Hellcats – Regieassistent
- 1970: Sie nannten ihn Pretty Boy Floyd (A Bullet for Pretty Boy) – Drehbuchautor
- 1971: Outlaw Riders – Regie
- 1975: The Runaways – Schauspieler
- 1979: Die Weisheit des Blutes (Wise Blood) – Regieassistent
- 1987: Die Toten (The Dead) – Drehbuchautor